# Семёновский (городской округ)
Город Семёнов или городской округ Семёновский — административно-территориальное образование (город областного значения) и муниципальное образование со статусом городского округа в северной части Нижегородской области России.
До 2010 года составлял административно-территориальное образование Семёновский район и муниципальное образование Семёновский муниципальный район.
Административный центр — город Семёнов.

## Расположение
Город областного значения и городской округ находится в левобережной части Нижегородской области в бассейне реки Керженца и граничит на востоке Воскресенским и Краснобаковским, на северо-востоке с Варнавинским районами, на северо-западе с Ковернинским районом, на юге и юго-западе с городом областного значения (городским округом) Бором Нижегородской области. Его протяжённость с севера на юг достигает 95 километров, с запада на восток около 65 километров.

## История
Древнейшими жителями города и округа были марийцы. Первые полные исторические сведения о нынешнем городском округе и городе Семёнове датируются началом XVII века.
Семёновский район был образован в 1929 году в составе Нижегородской области РСФСР при упразднении Нижегородской губернии и её Семёновского уезда. В дальнейшем — Нижегородского и Горьковского краёв и Горьковской области.
15 ноября 1957 года к Семёновскому району были присоединены части территорий упразднённых Залесного и Линдовского районов.
Во время муниципальной реформы 2006 года было образовано муниципальное образование Семёновский муниципальный район, соответствующее административно-территориальной единице Семёновский район.
22 декабря 2010 года законом Нижегородской области № 211-З Семёновский муниципальный район преобразован в муниципальное образование городской округ Семёновский Нижегородской области, законом № 212-З административно-территориальная единица Семёновский район Нижегородской области преобразована в город областного значения Семёнов Нижегородской области.

## Население
| 1939    | 1959    | 1970    | 1979    | 1989    | 2002    | 2008    | 2009    | 2010    |
| ------- | ------- | ------- | ------- | ------- | ------- | ------- | ------- | ------- |
| 59 184  | ↗85 996 | ↘69 416 | ↘62 134 | ↘57 996 | ↘52 947 | ↘24 433 | ↘24 351 | ↗49 152 |
| 2011    | 2012    | 2013    | 2014    | 2015    | 2016    | 2017    | 2018    | 2019    |
| ↘49 024 | ↘48 719 | ↘48 568 | ↘48 554 | ↘48 081 | ↗48 107 | ↘47 868 | ↘47 399 | ↘46 946 |
| 2020    | 2021    |         |         |         |         |         |         |         |
| ↘46 662 | ↘45 885 |         |         |         |         |         |         |         |

## Административно-территориальное устройство
В состав города областного значения Семёнов, образующего городской округ Семёновский, входит город Семёнов и 12 административно-территориальных образований, не являющихся муниципальными образованиями:
| №  | Административно- территориальное (упразднённое муниципальное) образование | Административный центр   | Количество населённых пунктов | Население на 2010 (чел.) | Площадь (км²) |
| -- | ------------------------------------------------------------------------- | ------------------------ | ----------------------------- | ------------------------ | ------------- |
| 1  | Город Семенов                                                             | город Город Семенов      | 1                             | 24473                    | Н/Д           |
| 2  | Рабочий посёлок Сухобезводное                                             | пгт Сухобезводное        | 8                             | 6830                     | Н/Д           |
| 3  | Беласовский сельсовет                                                     | деревня Беласовка        | 11                            | 2735                     | Н/Д           |
| 4  | Боковский сельсовет                                                       | деревня Боковая          | 15                            | 1432                     | Н/Д           |
| 5  | Ивановский сельсовет                                                      | деревня Фундриково       | 20                            | 1157                     | Н/Д           |
| 6  | Ильино-Заборский сельсовет                                                | село Ильино-Заборское    | 6                             | 1477                     | Н/Д           |
| 7  | Малозиновьевский сельсовет                                                | деревня Малое Зиновьево  | 14                            | 1560                     | Н/Д           |
| 8  | Медведевский сельсовет                                                    | деревня Медведево        | 9                             | 1348                     | Н/Д           |
| 9  | Огибновский сельсовет                                                     | деревня Огибное          | 26                            | 1801                     | Н/Д           |
| 10 | Пафнутовский сельсовет                                                    | деревня Пафнутово        | 13                            | 708                      | Н/Д           |
| 11 | Тарасихинский сельсовет                                                   | поселок станции Тарасиха | 20                            | 2385                     | Н/Д           |
| 12 | Хахальский сельсовет                                                      | деревня Хахалы           | 27                            | 1262                     | Н/Д           |
| 13 | Шалдежский сельсовет                                                      | деревня Шалдеж           | 23                            | 1984                     | Н/Д           |

### Населенные пункты
Всего в составе города областного значения и городского округа 192 населённых пункта, в том числе город, посёлок городского типа и 190 сельских населённых пунктов.
| №   | Населённый пункт   | Тип населённого пункта | Население | Административно-территориальное образование |
| --- | ------------------ | ---------------------- | --------- | ------------------------------------------- |
| 1   | Аксёново           | деревня                | ↘14       | Огибновский сельсовет                       |
| 2   | Александровка      | деревня                | ↘18       | Боковский сельсовет                         |
| 3   | Алешино            | деревня                | ↘9        | Тарасихинский сельсовет                     |
| 4   | Анниковка          | деревня                | ↘52       | Ивановский сельсовет                        |
| 5   | Арефьево           | деревня                | ↘2        | Огибновский сельсовет                       |
| 6   | Аристово           | деревня                | ↘60       | Хахальский сельсовет                        |
| 7   | Афанасьево         | деревня                | →0        | Ильино-Заборский сельсовет                  |
| 8   | Бараниха           | деревня                | ↘36       | Беласовский сельсовет                       |
| 9   | Безводное          | деревня                | →0        | Огибновский сельсовет                       |
| 10  | Безводное          | деревня                | 212       | Шалдежский сельсовет                        |
| 11  | Беласовка          | деревня                | ↘1161     | Беласовский сельсовет                       |
| 12  | Белкино            | деревня                | →3        | Тарасихинский сельсовет                     |
| 13  | Белоглазово        | деревня                | ↗8        | Тарасихинский сельсовет                     |
| 14  | Берёзовый Овраг    | деревня                | 253       | Рабочий посёлок Сухобезводное               |
| 15  | Богоявление        | деревня                | ↘231      | Беласовский сельсовет                       |
| 16  | Боковая            | деревня                | ↗450      | Боковский сельсовет                         |
| 17  | Большая Дмитриевка | деревня                | →0        | Шалдежский сельсовет                        |
| 18  | Большая Дуброва    | деревня                | ↘43       | Пафнутовский сельсовет                      |
| 19  | Большая Елховка    | деревня                | ↘16       | Ильино-Заборский сельсовет                  |
| 20  | Большая Погорелка  | деревня                | ↘22       | Боковский сельсовет                         |
| 21  | Большая Погорелка  | деревня                | ↘28       | Огибновский сельсовет                       |
| 22  | Большая Чамра      | деревня                | ↘5        | Рабочий посёлок Сухобезводное               |
| 23  | Большие Пруды      | деревня                | ↗22       | Малозиновьевский сельсовет                  |
| 24  | Большое Васильево  | деревня                | ↘69       | Медведевский сельсовет                      |
| 25  | Большое Зиновьево  | деревня                | ↘74       | Малозиновьевский сельсовет                  |
| 26  | Большое Оленево    | деревня                | ↘15       | Хахальский сельсовет                        |
| 27  | Бутаки             | деревня                | ↘9        | Ивановский сельсовет                        |
| 28  | Быдреевка          | деревня                | ↗37       | Шалдежский сельсовет                        |
| 29  | Васильево          | деревня                | ↘81       | Малозиновьевский сельсовет                  |
| 30  | Великуша           | деревня                | ↘1        | Хахальский сельсовет                        |
| 31  | Взвоз              | деревня                | ↗30       | Шалдежский сельсовет                        |
| 32  | Гавриловка         | деревня                | ↗29       | Шалдежский сельсовет                        |
| 33  | Гари               | деревня                | ↘21       | Огибновский сельсовет                       |
| 34  | Грязновка          | деревня                | ↘7        | Пафнутовский сельсовет                      |
| 35  | Двудельное         | деревня                | ↘34       | Хахальский сельсовет                        |
| 36  | Демиха             | деревня                | ↘11       | Огибновский сельсовет                       |
| 37  | Демьяновка         | деревня                | ↘114      | Малозиновьевский сельсовет                  |
| 38  | Деяново            | деревня                | ↗205      | Медведевский сельсовет                      |
| 39  | Доенкино           | деревня                | ↘68       | Ильино-Заборский сельсовет                  |
| 40  | Донское            | деревня                | ↘90       | Ивановский сельсовет                        |
| 41  | Дорофеиха          | деревня                | ↘35       | Беласовский сельсовет                       |
| 42  | Дуплишка           | деревня                | ↘1        | Боковский сельсовет                         |
| 43  | Дьяково            | деревня                | ↗360      | Медведевский сельсовет                      |
| 44  | Елисеево           | деревня                | ↗161      | Беласовский сельсовет                       |
| 45  | Елистратиха        | деревня                | ↘8        | Ивановский сельсовет                        |
| 46  | Елфимово           | деревня                | ↘135      | Малозиновьевский сельсовет                  |
| 47  | Елховка            | деревня                | ↗15       | Рабочий посёлок Сухобезводное               |
| 48  | Елховка            | деревня                | ↗3        | Тарасихинский сельсовет                     |
| 49  | Еремино            | деревня                | ↗10       | Пафнутовский сельсовет                      |
| 50  | Жужелка            | деревня                | ↗32       | Медведевский сельсовет                      |
| 51  | Журавижное         | деревня                | →0        | Ивановский сельсовет                        |
| 52  | Заево              | деревня                | ↗34       | Тарасихинский сельсовет                     |
| 53  | Зарубино           | деревня                | ↘34       | Ивановский сельсовет                        |
| 54  | Заскочиха          | деревня                | ↘3        | Хахальский сельсовет                        |
| 55  | Захарово           | деревня                | ↘75       | Шалдежский сельсовет                        |
| 56  | Здорово            | деревня                | ↘14       | Тарасихинский сельсовет                     |
| 57  | Зеленый            | посёлок                | ↘123      | Медведевский сельсовет                      |
| 58  | Зименки            | деревня                | →0        | Огибновский сельсовет                       |
| 59  | Зименки            | деревня                | ↗555      | Шалдежский сельсовет                        |
| 60  | Зубово             | деревня                | ↘285      | Пафнутовский сельсовет                      |
| 61  | Зуево              | деревня                | ↘11       | Хахальский сельсовет                        |
| 62  | Ивановский         | посёлок                | →1        | Ильино-Заборский сельсовет                  |
| 63  | Ивановское         | деревня                | ↘71       | Ивановский сельсовет                        |
| 64  | Ильино-Заборское   | село                   | ↘1376     | Ильино-Заборский сельсовет                  |
| 65  | Каменный Овраг     | посёлок                | ↘8        | Беласовский сельсовет                       |
| 66  | Каравайки          | деревня                | ↗8        | Тарасихинский сельсовет                     |
| 67  | Керженец           | посёлок                | ↘892      | Беласовский сельсовет                       |
| 68  | Кириллово          | деревня                | ↘68       | Беласовский сельсовет                       |
| 69  | Клопиха            | деревня                | ↘11       | Пафнутовский сельсовет                      |
| 70  | Клушино            | деревня                | ↗15       | Шалдежский сельсовет                        |
| 71  | Клышино            | деревня                | ↘78       | Огибновский сельсовет                       |
| 72  | Клюкино            | деревня                | ↘28       | Шалдежский сельсовет                        |
| 73  | Ключи              | деревня                | ↘15       | Ивановский сельсовет                        |
| 74  | Ключи              | деревня                | ↘15       | Пафнутовский сельсовет                      |
| 75  | Кожиха             | деревня                | ↘1        | Хахальский сельсовет                        |
| 76  | Козлово            | деревня                | ↘13       | Хахальский сельсовет                        |
| 77  | Колосково          | деревня                | ↘18       | Медведевский сельсовет                      |
| 78  | Кондратьево        | деревня                | ↘140      | Беласовский сельсовет                       |
| 79  | Корельское         | деревня                | ↘0        | Тарасихинский сельсовет                     |
| 80  | Кошелёво           | деревня                | ↘7        | Огибновский сельсовет                       |
| 81  | Красная Горка      | деревня                | ↘6        | Хахальский сельсовет                        |
| 82  | Красное Плесо      | деревня                | ↘14       | Хахальский сельсовет                        |
| 83  | Красные Усады      | село                   | ↘19       | Огибновский сельсовет                       |
| 84  | Крутец             | деревня                | →1        | Тарасихинский сельсовет                     |
| 85  | Крутой Овраг       | деревня                | ↘4        | Огибновский сельсовет                       |
| 86  | Кулагино           | деревня                | ↘226      | Тарасихинский сельсовет                     |
| 87  | Лазаревка          | деревня                | ↘6        | Тарасихинский сельсовет                     |
| 88  | Ларионово          | деревня                | ↘212      | Малозиновьевский сельсовет                  |
| 89  | Лещёво             | посёлок                | ↘133      | Хахальский сельсовет                        |
| 90  | Лисино             | деревня                | ↘30       | Хахальский сельсовет                        |
| 91  | Лыково             | деревня                | ↘22       | Хахальский сельсовет                        |
| 92  | Люнда-Шипово       | деревня                | ↘39       | Боковский сельсовет                         |
| 93  | Макариха           | деревня                | ↘1        | Хахальский сельсовет                        |
| 94  | Максимиха          | деревня                | ↘14       | Рабочий посёлок Сухобезводное               |
| 95  | Малая Дмитриевка   | деревня                | ↗5        | Шалдежский сельсовет                        |
| 96  | Малая Дуброва      | деревня                | ↘14       | Пафнутовский сельсовет                      |
| 97  | Малая Овсянка      | деревня                | ↘25       | Боковский сельсовет                         |
| 98  | Малая Покровка     | деревня                | ↘22       | Боковский сельсовет                         |
| 99  | Малая Чамра        | деревня                | ↘11       | Рабочий посёлок Сухобезводное               |
| 100 | Малиновка          | деревня                | →0        | Ивановский сельсовет                        |
| 101 | Малиновка          | деревня                | ↗5        | Шалдежский сельсовет                        |
| 102 | Малое Зиновьево    | деревня                | ↘589      | Малозиновьевский сельсовет                  |
| 103 | Малое Оленево      | деревня                | ↘13       | Хахальский сельсовет                        |
| 104 | Малые Пруды        | деревня                | ↘42       | Малозиновьевский сельсовет                  |
| 105 | Марково            | деревня                | ↘0        | Ивановский сельсовет                        |
| 106 | Медведево          | деревня                | ↘472      | Медведевский сельсовет                      |
| 107 | Мериново           | деревня                | ↗40       | Шалдежский сельсовет                        |
| 108 | Михайлово          | деревня                | ↘19       | Огибновский сельсовет                       |
| 109 | Мошна              | деревня                | ↘3        | Беласовский сельсовет                       |
| 110 | Никитино           | деревня                | ↘127      | Огибновский сельсовет                       |
| 111 | Никитино           | деревня                | ↘17       | Шалдежский сельсовет                        |
| 112 | Николаевка         | деревня                | →1        | Боковский сельсовет                         |
| 113 | Новодмитриевка     | деревня                | ↘44       | Боковский сельсовет                         |
| 114 | Новопетровка       | деревня                | ↘13       | Боковский сельсовет                         |
| 115 | Новоселье          | деревня                | ↘6        | Хахальский сельсовет                        |
| 116 | Овсянка            | деревня                | ↘312      | Боковский сельсовет                         |
| 117 | Огибное            | деревня                | ↘350      | Огибновский сельсовет                       |
| 118 | Озерки             | деревня                | ↘40       | Боковский сельсовет                         |
| 119 | Озеро              | деревня                | ↘60       | Беласовский сельсовет                       |
| 120 | Озёрочная          | деревня                | ↗62       | Шалдежский сельсовет                        |
| 121 | Олониха            | деревня                | ↘122      | Рабочий посёлок Сухобезводное               |
| 122 | Осинки             | деревня                | ↘31       | Тарасихинский сельсовет                     |
| 123 | Осинки             | деревня                | ↘9        | Хахальский сельсовет                        |
| 124 | Осинки             | посёлок                | ↘23       | Ивановский сельсовет                        |
| 125 | Осинки             | посёлок станции        | ↘285      | Тарасихинский сельсовет                     |
| 126 | Павлово            | деревня                | ↘100      | Огибновский сельсовет                       |
| 127 | Паромово           | деревня                | ↘37       | Хахальский сельсовет                        |
| 128 | Пафнутово          | деревня                | ↘196      | Пафнутовский сельсовет                      |
| 129 | Перелаз            | деревня                | ↘127      | Ивановский сельсовет                        |
| 130 | Песочное           | деревня                | ↘74       | Пафнутовский сельсовет                      |
| 131 | Питий Овраг        | деревня                | →0        | Огибновский сельсовет                       |
| 132 | Плесо              | деревня                | ↘16       | Ильино-Заборский сельсовет                  |
| 133 | Плюхино            | деревня                | ↗47       | Пафнутовский сельсовет                      |
| 134 | Покровское         | деревня                | ↗68       | Шалдежский сельсовет                        |
| 135 | Полом              | деревня                | ↘320      | Ивановский сельсовет                        |
| 136 | Поломка            | деревня                | ↗3        | Шалдежский сельсовет                        |
| 137 | Поломное           | деревня                | ↘62       | Огибновский сельсовет                       |
| 138 | Починок Крутых     | деревня                | →0        | Ивановский сельсовет                        |
| 139 | Пустынь            | деревня                | ↘148      | Беласовский сельсовет                       |
| 140 | Пыдрей             | деревня                | ↘60       | Шалдежский сельсовет                        |
| 141 | Пятницкое          | деревня                | ↘25       | Огибновский сельсовет                       |
| 142 | Родиониха          | деревня                | ↘6        | Малозиновьевский сельсовет                  |
| 143 | Рождественское     | деревня                | ↗73       | Малозиновьевский сельсовет                  |
| 144 | Роньжино           | деревня                | ↘14       | Малозиновьевский сельсовет                  |
| 145 | Рубцы              | деревня                | ↘63       | Боковский сельсовет                         |
| 146 | Рыжково            | деревня                | ↘29       | Огибновский сельсовет                       |
| 147 | Сапы               | деревня                | ↘0        | Пафнутовский сельсовет                      |
| 148 | Светлое            | село                   | ↘161      | Хахальский сельсовет                        |
| 149 | Святицы            | деревня                | ↘22       | Хахальский сельсовет                        |
| 150 | Семёнов            | город                  | ↗25 075   | Город Семёнов                               |
| 151 | Совинское          | деревня                | →0        | Тарасихинский сельсовет                     |
| 152 | Содомово           | деревня                | ↗69       | Медведевский сельсовет                      |
| 153 | Соколово           | деревня                | ↘27       | Ивановский сельсовет                        |
| 154 | Софиловка          | деревня                | ↗2        | Шалдежский сельсовет                        |
| 155 | Стрелка            | деревня                | →0        | Беласовский сельсовет                       |
| 156 | Сутырь             | деревня                | ↘19       | Хахальский сельсовет                        |
| 157 | Сухобезводное      | деревня                | ↘54       | Рабочий посёлок Сухобезводное               |
| 158 | Сухобезводное      | рабочий посёлок        | ↘4688     | Рабочий посёлок Сухобезводное               |
| 159 | Тарасиха           | деревня                | ↘3        | Тарасихинский сельсовет                     |
| 160 | Тарасиха           | посёлок станции        | ↘1559     | Тарасихинский сельсовет                     |
| 161 | Татарка            | деревня                | ↘95       | Ивановский сельсовет                        |
| 162 | Тёлки              | деревня                | ↘16       | Хахальский сельсовет                        |
| 163 | Токарево           | деревня                | ↘55       | Огибновский сельсовет                       |
| 164 | Трегубово          | деревня                | ↗21       | Беласовский сельсовет                       |
| 165 | Трефилиха          | деревня                | ↘13       | Малозиновьевский сельсовет                  |
| 166 | Труново            | деревня                | ↗6        | Пафнутовский сельсовет                      |
| 167 | Улангерь           | деревня                | ↗2        | Ивановский сельсовет                        |
| 168 | Успенское          | село                   | ↘146      | Огибновский сельсовет                       |
| 169 | Успенье            | деревня                | ↘179      | Тарасихинский сельсовет                     |
| 170 | Фанерное           | посёлок                | ↘653      | Огибновский сельсовет                       |
| 171 | Федориха           | деревня                | ↘14       | Малозиновьевский сельсовет                  |
| 172 | Федосеево          | деревня                | ↘171      | Малозиновьевский сельсовет                  |
| 173 | Феофаниха          | деревня                | ↘48       | Хахальский сельсовет                        |
| 174 | Филиппово          | деревня                | ↘18       | Хахальский сельсовет                        |
| 175 | Фундриково         | деревня                | ↗224      | Ивановский сельсовет                        |
| 176 | Хахалы             | деревня                | ↘506      | Хахальский сельсовет                        |
| 177 | Хвойное            | деревня                | ↘43       | Огибновский сельсовет                       |
| 178 | Хомутово           | деревня                | ↘50       | Хахальский сельсовет                        |
| 179 | Хрящи              | деревня                | →0        | Огибновский сельсовет                       |
| 180 | Чернуха            | деревня                | →0        | Медведевский сельсовет                      |
| 181 | Чибирь             | деревня                | ↘8        | Огибновский сельсовет                       |
| 182 | Чудово             | деревня                | ↘19       | Боковский сельсовет                         |
| 183 | Шадрино            | деревня                | ↘13       | Хахальский сельсовет                        |
| 184 | Шалдеж             | деревня                | ↘486      | Шалдежский сельсовет                        |
| 185 | Шалдежка           | деревня                | ↗363      | Боковский сельсовет                         |
| 186 | Шарино             | деревня                | ↘3        | Тарасихинский сельсовет                     |
| 187 | Шарпано            | деревня                | ↘8        | Тарасихинский сельсовет                     |
| 188 | Яблонное           | деревня                | ↘0        | Пафнутовский сельсовет                      |
| 189 | Язвицы             | деревня                | ↘5        | Тарасихинский сельсовет                     |
| 190 | Якимиха            | деревня                | ↘21       | Беласовский сельсовет                       |
| 191 | Яковка             | деревня                | ↘0        | Огибновский сельсовет                       |
| 192 | Яндовы             | деревня                | ↘61       | Ивановский сельсовет                        |

Упразднённые населённые пункты:
- 2003 год — деревни Комарово Малозиновьевского сельсовета, Ивановка Новопетровского сельсовета, Большая Бортна, Маврицы Поломского сельсовета, Желнуха Хахальского сельсовета[24].

## Климат
Климат умеренно континентальный со снежной холодной зимой и влажным нежарким летом. Средняя температура воздуха в январе — −13 °C, абсолютные минимумы до -47 °C. В июле — +18 °C, максимумы до +37 °C.
В среднем за год выпадает 550—600 миллиметров осадков. В условиях прохладного и пасмурного лета, когда потери влаги на испарение невелики, может наблюдаться избыточное увлажнение. Подобные климатические условия наряду с малоплодородными почвами не способствуют развитию сельского хозяйства, но в целом пригодны для здоровья и проживания человека.

## Экономика

### Промышленность
Промышленность представлена 24 работающими крупными и средними предприятиями. Ими производится 0,4 % промышленной продукции области.
По производству промышленной продукции в расчете на 1-го занятого городской округ почти в 2 раза отстаёт от среднеобластных значений (76500 рублей — в Семёновском городском округе и 155800 рублей — в среднем по области).
Промышленную специализацию определяет машиностроение и металлообработка. В общем объёме производства на их долю приходится 45,8 % всей выпускаемой здесь промышленной продукции. Предприятиями этих отраслей выпускается чугунное литьё, арматура для нефтяной и газовой промышленности, автобусы, деревообрабатывающие станки, сейфы.
Издавна район славится изделиями художественных промыслов, которые выпускают 2 предприятия : ЗАО «Хохломская роспись» и «Семёновская роспись». Архивировано из оригинала 19 октября 2015 года.. Они изготавливают мебель, игрушки, сувениры. Их доля в объёме промышленного производства составляет 19 %.
Кроме того, среди предприятий представлены и такие отрасли, как химическая (выпуск и переработка пластика), деревообработка (изготовление пиломатериалов, фанеры, лыж, хоккейных клюшек), лёгкая (производство льноволокна), мукомольная и пищевая промышленность (переработка молока, выпечка хлебобулочных и кондитерских изделий).
В городском округе имеется 5 бюджетообразующих предприятий: «Литейно-механический завод», ОАО «Семар», ОАО «Арматурный завод», ОАО «Хлебозавод», ЗАО «Хохломская роспись». Их доля в промышленном производстве района составляет 73 %, в поступлениях в местный бюджет — 53 % и в обеспечении занятости населения — 66 %.
Всего в сфере промышленности трудится 5342 человека, что составляет 26 % от общего числа занятых в экономике городского округа.
Список основных промышленных предприятий городского округа:
- ОАО «Арматурный завод» — производство оборудования (ныне ликвидирован),
- ОАО «Литейно-механический завод» — производство оборудования,
- ЗАО НПП «Семар» — производство автомобилей (банкрот, 2010 год),
- Учреждение 62/14 — производство автомобилей,)п. Сухобезводное),
- Учреждение 62/1 — производство металлических изделий, (п. Сухобезводное),
- ОАО «Залесное» — обработка древесины, (с. Ильино-Заборское),
- ЗАО «Хохломская роспись» — обработка древесины,
- ООО «Торговый дом „Семеновская роспись“» — обработка древесины,
- ЗАО «Межхозяйственный лесхоз» — обработка древесины,
- ООО «Славянский двор» — производство мебели,
- Семеновский лесхоз — лесоводство,
- ООО «Семеновское молоко» — производство пищевых продуктов.
- ОАО «Комбикормовый завод» — производство пищевых продуктов (ныне закрыт и ликвидирован),
- МУП «Типография» — полиграфические услуги,
- ОАО «Малоэтажные комфортные дома» — производство каркасных домов (строительство полного цикла) - с 2022 года вошел в структуру Корпорации ТЕХНОНИКОЛЬ[25],
- ООО «Хохлома-лес» — обработка древесины,
- ООО «Приволжская лесоперерабатывающая компания» — обработка фанеры и древесины,
- ООО «Семар-Сервис» — ремонт автомобилей,
- ООО «Формованные пенополиуретаны» — химическое производство,
- ООО «Завод комплектующих изделий малоэтажного комфортного домостроения» — обработка древесины,
- ООО «Семенов-Лада-Сервис» — продажа и ремонт автомобилей,
- ООО «ОГСМИ» — изготовление конструкций из ПВХ,
- ООО «Нижегородский шпалопропиточный завод» — производство шпал, бруса и опор ЛЭП (с. Полом),
- ООО «Стаблес»[26] — производство шпона,
- ООО «Новатор» — производство шпона и фанеры,
- Филиал ООО «Груп дельта инвестментс» — обработка древесины (пгт. Сухобезводное).

### Сельское хозяйство
В Семёновском городском округе выращивают лён, картофель, ячмень, овёс, пшеницу. Разводят крупный рогатый скот, овец.
В настоящее время сельским хозяйством занимаются 21 сельхозпредприятие и 69 крестьянских (фермерских) хозяйств. В общей сложности в сельскохозяйственном производстве занято около 3000 человек. Это почти 15 % от общего числа занятых в экономике муниципального образования.
Большая часть сельскохозяйственных предприятий специализируется на продукции животноводства. Доля валовой продукции молока, мяса в сопоставимых ценах составила 60 % общего объёма сельскохозяйственного производства городского округа.
Список основных сельхозпредприятий:
- ОАО «Ильино-Заборское»: производство молока, мяса; лбноводство, картофелеводство,
- СПК «Успенский»: производство молока, мяса,
- СПК «Огибновский»: производство молока, мяса; картофелеводство,
- СПК «Беласовский»: производство зерна,
- СПК «Боковая»: производство зерна (кооператив де-юре был ликвидирован 10 февраля 2017 года),
- СПК «Труд»: производство молока, мяса,
- СПК «Сухобезводненский»: производство молока, мяса,
- ООО «Союз»: производство мяса,
- ООО «Зиновьево»: производство молока, мяса,
- СПК «Радуга»: производство мяса,
- СПК «Никитинский»: производство зерна,
- ООО «Елфимово»: производство молока, мяса,
- ПТ «Вектор»: производство молока, мяса,
- ПТ «Поиск и К»: производство зерна,
- ООО «СП „Песочное“»: производство зерна,
- ООО «СП „Зубово“»: кормопроизводство.

### Лесное хозяйство
Лесное хозяйство ведут Семёновский, Верхне-Унженский, Ковернинский лесхозы и Семёновский государственный сельский лесхоз. В 1999 году ими были проведены лесовосстановительные работы на площади 460 гектар (около 0,2 % площади лесов), в том числе посажено лесных культур на площади 426 гектар. В целях улучшения санитарного состояния лесов, формирования лучших древостоев проводились рубки ухода в молодняках на площади 612 гектар (более 0,2 %), рубки ухода за лесом и санитарные рубки на площади 1484 гектар (0,5 %). Кроме того, на территории площадью 730 гектар (0,3 % площади лесов) осуществлялись работы по переводу молодняков в категорию ценных насаждений.

### Ресурсы

#### Земельные ресурсы
Территория городского округа находится в зоне избыточного увлажнения. Здесь располагаются обширные сфагновые и низинные болота. Болотные почвы отличаются большой мощностью торфяного слоя. Основной характерный признак их — постепенное накопление полуразложившихся растительных остатков в условиях избыточного увлажнения. В естественном виде эти почвы непригодны для выращивания сельскохозяйственных растений.
В городском округе преобладают супесчаные и легкосуглинистые почвы — соответственно 43,2 % и 31,6 % всей площади; среднесуглинистые занимают 15 % площади, песчаные — 6,7 % и тяжелосуглинистые — 3,5 %.

#### Минеральные ресурсы
Недра городского округа содержат отдельные виды нерудных полезных ископаемых. Здесь расположено единственное на территории Нижегородской области месторождение тугоплавких глин — Рыжковское. Его балансовые запасы составляют 150 000 тонн. В районе посёлка городского типа Сухобезводное выявлено перспективное проявление стекольных песков. В настоящее время здесь проводятся геологоразведочные работы. Округ располагает большими запасами глин для строительной керамики (более 2 000 000 м³), строительных песков (2 000 000 — 10 000 000 м³) и валуйно-песчано-гравийного материала (2 000 000 — 10 000 000 м³).
На глубинах около 500 метров обнаружены пласты каменной соли (Белбажское месторождение, к северу от райцентра г. Семёнова по Семёновско-Ковернинскому шоссе). Она пригодна для производства хлора и каустической соды, а также может использоваться в пищевой промышленности для получения пищевой соли высшего сорта. Кроме того, на территории городского округа находятся большие месторождения торфа, толщина слоя которого достигает 6-8 метра. (болота Калган и Келейное-Кривое). Торфяные месторождения разрабатываются только для нужд сельского хозяйства и не используются в промышленности.

#### Лесные ресурсы
Общая площадь лесов Семёновского городского округа составляет 285 800 гектар (7,8 % лесной площади области), из которой покрыто лесами 243 100 гектар. Лесистость (отношение площади лесных земель к площади территории) составляет 73,7 % при среднеобластном показателе — 50 %. По показателю лесистости он занимает 4 место, уступая лишь Варнавинскому, Краснобаковскому и Тоншаевскому районам.
По своему назначению леса разделены на 2 группы:
1. защитные полосы вдоль рек и дорог, леса пригородных зелёных зон, имеющие большое значение в охране окружающей среды;
2. эксплуатируемые леса.

Согласно данным последнего лесоустройства общие запасы древесины на территории Семёновского городского округа составили 48 400 000 м³., из них лиственных пород — 33 300 000 м³. Ежегодная расчётная лесосека составляет 433 000 м³. древесины, в том числе:
- лиственных пород 330 тыс. м³
- хвойных пород 103 тыс. м³

В 1999 году для промышленной переработки было заготовлено 96,6 тыс. м³ древесины, что более, чем в 2 раза превысило уровень 1998 года.

### Транспорт
Город Семёнов является крупным транспортным узлом Нижегородского Заволжья. С областным центром и соседними районами город Семёнов связан железнодорожным и автомобильным транспортом.
Через городской округ Семёновский проходит новое направление Транссиба. В городском округе расположено 9 станций этой ветки: Тарасиха, Осинки, ост. пункт 506 км, Семёнов, Захарово, Керженец, Озеро, Каменный Овраг, Сухобезводное.
Через городской округ проходят также две автомобильные дороги областного значения: Нижний Новгород — Киров и Семёнов — Ковернино.
Автомобильными пассажирскими перевозками занимается ОАО «Семёновский автопарк» (с 2013 г.). На предприятии работает 47 человек. Парк предприятия состоит из 21 транспортной единицы. Основными марками подвижного состава являются : ПАЗ-3205 — 15 единиц, ПАЗ-4234 — 4 единицы, Ford Tranzit — 1 единица, ГАЗ-3221 — 1 единица, . Обслуживание пассажиров осуществляется по 24 маршрутам: 17 пригородным, 5 городским, 2 междугородним (Семёнов — Воскресенское, Семёнов — Ковернино).
Протяжённость автобусных внутриобластных маршрутных линий составляет 789,8 километра, из которых :
- городские линии — 19,6 километра.
- пригородные — 602,9 километра,
- междугородные — 146,1 километра.

## Культура и образование
Система образования представлена 72 учреждениями разных видов, реализующих общеобразовательные программы, а также программы начального и среднего профессионального образования:
- общеобразовательные школы (35),
- лицей,
- Семеновский индустриально-художественный техникум,
- сельскохозяйственный техникум,
- художественный лицей.

Дошкольная образовательная система включает 34 дошкольных образовательных учреждения (ДОУ) (10 — в городской местности, 24 — в сельской), в которых воспитываются 1794 ребёнка. Из всех ДОУ — 5 школ-садов, 2 из которых расположены в сельской местности. Все ДОУ находятся в муниципальной собственности и финансируются из бюджета муниципального образования. Охват детскими дошкольными учреждениями детей в возрасте 1-7 лет в 1999 году составил 64 %. На 100 мест в них приходится 62 ребёнка (45 — в сельской и 78 — в городской местности).
В структуре дошкольной образовательной системы успешно функционирует 5 начальных школ-детсадов. Большое внимание уделяется адаптивной модели функционирования дошкольного образования, удовлетворяющей потребности семьи в образовательных услугах. Наряду с образовательными ДОУ (27 единиц) функционирует 5 детских садов с приоритетным развитием воспитанников, 3 ДОУ являются учреждениям комбинированного типа, в которых дополнительно с общим образованием оказывают компенсирующие услуги по устранению недостатков речи, осанки, по уходу за детьми, имеющими тяжёлые физические и психические расстройства.
В Семёнове находятся детский дом, где воспитываются 32 ребёнка, и школа-интернат, где обучаются умственно отсталые дети.
Работает лицей, где осуществляется углублённое изучение ряда предметов.
Средняя школа № 1 обеспечивает профильное обучение по экономическому и юридическому направлениям.
В Семёнове открыта детская музыкальная школа, где учится 231 человек, 34 ребёнка обучаются в её сельских филиалах.
В городском округе развиты художественные промыслы, сохранение и продолжение традиций которых невозможно без постоянной работы с мастерами и без подготовки достойной смены. С этой целью в городе сложилась достаточно последовательная система подготовки и воспитания подрастающего поколения в духе уважения к народному промыслу, традициям края. В детских садах работают группы по привитию навыков рисования хохломских орнаментов. Дети школьного возраста имеют возможность совершенствовать свои навыки в кружках творчества юных. Самые одарённые продолжают учёбу в Семёновском художественном лицее, где в течение 4 лет опытные мастера хохломской росписи обучают их рисунку, токарному делу, резьбе по дереву.
Лицей является единственным в России по подготовке кадров для производства Хохломы. Свою историю он ведёт с 1916 года. В год открытия в тогда ещё школе было всего 12 человек по специальностям росписи по дереву и резьбы. В настоящее время в нём учится более 200 человек на четырёх отделениях по специальностям: токарь по дереву, художник росписи по дереву, столяр краснодеревщик, художественная резьба.
На территории муниципального образования расположено 2 техникума: Семёновский техникум механической обработки дерева и Ильино-Заборский сельскохозяйственный техникум.
В ПУ № 59 обучаются будущие строители, механизаторы, электрики

## Лечебные учреждения
На территории городского округа Семёновского расположено 7 больничных учреждений на 510 коек, из которых одно больничное учреждение расположено в городе и 6 — в сельской местности.
Действует поликлиника центральной районной больницы (ЦРБ) на 500 посещений в смену, 3 врачебные амбулатории и 28 фельдшерско-акушерских пунктов. В поликлинике используются стационарозамещающие технологии — организован стационар дневного пребывания на 4 койки, в котором в 1999 году было пролечено 326 человек.
В сфере здравоохранения работают 102 врача различных специальностей. Численность медицинских работников среднего звена составляет 399 человек. На 10 тысяч населения приходится 16,4 врача (в среднем по области этот показатель равен 43,2 врача) и 60,4 специалиста среднего медицинского персонала (в среднем по области — 104,4 человека).

## Численность населения и национальный состав
Численность населения района на 1 января 2012 года — 48 719 человек (1,5 % всего населения области). В городе Семёнове проживает 50,2 % населения района.
На протяжении последнего столетия население города Семёнова постоянно увеличивалось. Если в 1916 году численность населения составляла 5000 человек, то в 1939 году — 12000 человек, в 1969 году — 23800 человек, 1989 году — 29900 человек.
Возрастная структура населения на 1 января 2000 года характеризуется следующими данными: трудоспособное население составляет 53 % от общей численности населения (по области — 58 %), лица старше трудоспособного возраста — 28 % (24 %), моложе трудоспособного возраста — 19 % (18 %). В течение последних 10 лет наблюдается постепенное «старение» населения, которое выражается, во-первых, в превышении доли пенсионеров над долей лиц моложе трудоспособного возраста в общей численности населения и, во-вторых, в росте величины соотношения этих возрастных групп по отношению друг к другу — если в 1990 году численность старого населения превышала численность молодого на 23 %, то в 1999 году — уже на 45 %.
Демографическая нагрузка на 1000 лиц трудоспособного возраста составляет 884 нетрудоспособных граждан (по области — 727), в том числе 523 человека старше и 361 человек моложе трудоспособного возраста.
В Семеновском городском округе преобладает женское население, которого на 5700 человек больше мужского. В общей сложности женщины составляют 55 % всего населения.

## Религия
На территории муниципального образования зарегистрированы и действуют 6 православных церквей:
- церковь Всех святых, город Семёнов;
- церковь Троицкая, деревня Медведево;
- церковь Владимирская, деревня Светлое;
- церковь Параскевы Пятницы, деревня Пятницкое;
- церковь Тихвинская, село Ильино-Заборское;
- церковь Всех святых, посёлок Сухобезводное.

Кроме того, с конца 2020 года идёт процесс восстановления храмов Покрова Пресвятой Богородицы в деревнях Овсянка и Хахалы.
В регионе присутствует православная церковь, но в то же время, исторически, округ является старообрядческим. Старообрядчество представлено в основном тремя согласиями: беспоповским, беглопоповским и белокриническим.
В Семёнове действует старообрядческая Никольская церковь древлеправославных христиан-беглопоповцев.
Действуют храмы христиан различных лютеранских конфессий, успешно развивается община Свидетелей Иеговы.

## Известные люди
- Архангельский, Сергей Иванович (1882—1958) — историк.
- Киселёв, Юрий Петрович (1914—1996) — актёр, режиссёр театра, народный артист СССР (1974).
- Ковалёв, Иван Фёдорович (1885—1965) — русский сказочник.
- Корнилов, Борис Петрович (1907—1938) — советский поэт.
- Кузнецов, Василий Васильевич (1901—1990) — советский государственный деятель, дипломат.